# Discoelius zonalis
Discoelius zonalis  (лат.) — вид одиночных ос семейства Vespidae. Включен в Красную книгу Украины.

## Распространение
Палеарктика: от Западной Европы до Дальнего Востока (Курильские острова, Приморский край). Алтай, Сибирь, Читинская область, Кавказ, Иран, Казахстан, Корея, Китай, Малая Азия.

## Описание
Тело чёрного цвета с жёлтой первязкой на брюшке и на стебельке. Мандибулы самцов с 4 зубцами. Длина 11—16 мм (самки), 10—14 мм (самцы). Гнезда в полостях, главным образом в старых ходах насекомых-ксилофагов. Охотятся на мелких гусениц бабочек (Tortricidae, Gelechiidae и другие), реже на ложногусениц пилильщиков.

## Классификация
Среди синонимов вида:
- Discoelius japonicus Peréz, 1905 — в качестве подвида на Дальнем Востоке.
- Discoelius naryschkini Morawitz, 1894